# NGC 1759
NGC 1759 je galaksija u zviježđu Dlijetu.

## Vanjske poveznice
- SEDS: NGC 1759